# John Rudd
John William Rudd (nacido el 7 de agosto de 1955 en DeRidder, Louisiana) es un exjugador de baloncesto estadounidense que disputó una temporada en la NBA. Con 2,01 metros de estatura, jugaba en la posición de ala-pívot.

## Trayectoria deportiva

### Universidad
Jugó durante tres temporadas en los Universidad McNeese St. de la Universidad Estatal de McNeese, en las que promedió 12,4 puntos y 11,6 rebotes por partido. En sus dos últimas temporadas fue incluido en el mejor quinteto de la Southland Conference. Lideró durante sus tres temporadas la conferencia en rebotes, manteniendo hoy en día los récords de rebotes en una temporada y en una carrera completa. Su mejor anotación en un partido fue ante Rice, consiguiendo 26 puntos.

### Profesional
Fue elegido en la trigésimo segunda posición del Draft de la NBA de 1978 por New York Knicks, donde jugó una temporada, en la que promedió 3,2 puntos y 2,9 rebotes por partido.
Antes del comienzo de la temporada 1979-80 fue despedido por los Knicks, abandonando entonces el baloncesto profesional.

## Estadísticas de su carrera en la NBA

### Temporada regular
| Temporada | Edad | Equipo          | Liga | P  | TIT | MIN  | TC  | TCA | %TC  | 3P | 3PA | %3P | TL  | TLA | %TL  | R.OF. | R.DEF. | REB | ASIS | ROB | TAP | PER | FP  | PTS |
| 1978-79   | 23   | New York Knicks | NBA  | 58 |     | 12.5 | 1.0 | 2.3 | .444 |    |     |     | 1.1 | 1.6 | .710 | 1.2   | 1.7    | 2.9 | 0.6  | 0.3 | 0.1 | 1.0 | 1.6 | 3.2 |
| Total     |      |                 | NBA  | 58 |     | 12.5 | 1.0 | 2.3 | .444 |    |     |     | 1.1 | 1.6 | .710 | 1.2   | 1.7    | 2.9 | 0.6  | 0.3 | 0.1 | 1.0 | 1.6 | 3.2 |